# Liste des femmes
La Liste des femmes (en islandais : Samtök um kvennalista), aussi appelé Kvennalistinn (KL),  est un ancien parti politique islandais et féministe. 
Lors des quatre élections auxquelles il a participé, le parti a gagné à chaque fois entre 3 et 6 représentants parlementaires. La plupart des membres du parti se sont joints à trois autres partis pour former la nouvelle Alliance social-démocrate tandis qu'une minorité a contribué à la création du parti situé plus à gauche du Mouvement des verts et de gauche.

## Personnalités liées au parti
- Ingibjörg Sólrún Gísladóttir